# Byron Kelleher
Byron Terrance Kelleher (ur. 3 grudnia 1976 w Dunedin) – rugbysta nowozelandzki, reprezentant kraju. Ma 175 cm wzrostu i waży 95 kg.
W reprezentacji Nowej Zelandii w rugby rozegrał ponad 50 spotkań. Od 2007 roku gra we francuskim zespole Stade Toulousain.